# Solanum hesperium
Solanum hesperium är en potatisväxtart som beskrevs av Symon. Solanum hesperium ingår i släktet skattor som ingår i familjen potatisväxter. Inga underarter finns listade i Catalogue of Life.